# Невен Мимица
Невен Мимица (Сплит, 12. октобар 1953) је хрватски политичар и дипломата. Први је Европски комесар из Хрватске. Био је Министар европских интеграција у Рачановој Влади и потпредседник Милановићеве Владе, као и потпредседник Хрватског сабора у шестом сазиву. Уласком Хрватске у Европску унију постаје комесар заштите потрошача у ЕУ.

## Биографија
Основну школи и гимназију је завршио у Омишу. Дипломирао је 1976. године на Економском факултету у Загребу спољну трговину. Након тога је две године радио као референт увоза и извоза у једном загребачком предузећу. Од 1978. до 1987. године је радио у Републичком комитету за односе са иностранством СР Хрватске као стручни сарадник и саветник до 1983. године а после као помоћник председника Комитета. На Економском факултету у Загребу је магистрирао 1987. године.
У Амбасади СФР Југославије у Каиру је био економски саветник до 1991. године. Након тога кратко је био саветник у Министарству спољних послова Владе Републике Хрватске. До 1993. године је био помоћник Министра трговине Владе Републике Хрватске за сектор спољне трговине. У Амбасади Хрватске у Каиру је био министар-саветник до 1996. године а после тога, све до 1997, министар у Амбасади Хрватске у Анкари.
Објавио је више научних и стручних радова из области европских интеграција, међународних привредних односа, система привредних односа Хрватске са иностранством те развоја привредне сарадње са иностранством. Предавач је на Велеучилишту ВЕРН и Дипломатској академији Министарства спољних послова у Загребу. Члан је Међународне комисије за Балкан.
Био је главни преговарач Владе РХ за пријем Хрватске у Светску трговинску организацију као и за склапање уговора о слободној трговини са земљама чланицама Цефте.
Ожењен је и отац је двоје деце. Говори енглески, немачки и француски језик.

### Политичка каријера
Помоћник министра привреде је био од 1997. до 2000. године са задужењем за међународне привредне односе. Кратко је био и заменик министра привреде. Као главни преговарач водио је преговоре Републике Хрватске о Споразуму о стабилизацији и придруживању са Европском унијом у 2000. и 2001. години. У Влади Ивице Рачана био је министар за европске интеграције. Чланом Социјалдемократске партије Хрватске (СДП) постао је 2004. године.
На петим парламентарним изворима 2003. године изабран је за посланика у Хрватском сабору. У овом мандату био је председник Одбора за европске интеграције. Члан Главног одбора СДП-а постао је 2008. За посланика у Хрватском сабору поново је изабран на шестим парламентарним изборима 2007. године. За време овог мандата био је потпредседник Сабора и поново председник Одбора за европске интеграције.
На седмим парламентарним изборима 2011. године трећи пут је изабран у Сабор. После избора мандат за састављање хрватске Владе поверен је Зорану Милановићу, кандидату Кукурику коалиције, који га је изабрао за потпредседника Владе задуженог за унутрашњу, спољну и европску политику 23. децембра 2011. године. На функцији остале до уласка Хрватске у Европску унију 1. јула 2013. године.
Уласком Хрватске у Европску унију постаје европски комесар за заштиту потрошача.